# ケイト・シェレンバック
ケイト・シェレンバック（Kate Schellenbach、1966年1月5日– ）は、アメリカのミュージシャン、テレビプロデューサーである。ルシャス・ジャクソンのドラマー。ビースティー・ボーイズの結成メンバーでもあった。
シェレンバックはニューヨーク市生まれ。1981年から1984年までビースティー・ボーイズで演奏し、2000年春にバンドが解散するまでルシャス・ジャクソンのドラムを担当し、2011年に再結成した際には再びドラムを担当した。
シェレンバックはまた、チップ・イングリッシュが加入する前の1993年初頭のごく短期間、パンクバンド「ルナチックス」のドラマーを務めていた。
その後、『エレンの部屋』のセグメント・プロデューサーとしてエミー賞を受賞し、2007年12月4日放映の番組で初めてカメラの前に立ち、ホストのエレン・デジェネレスと共にボンゴを演奏した。また、過去には『ロペス・トゥナイト』、『キャシー』、『ラブ・ユー、ミーン・イット・ウィズ・ホイットニー・カミングス』、『チェルシー・レイトリー』、『ハロー・ロス』、そして現在は『レイト×2ショー with ジェームズ・コーデン』のプロデューサーとして活動している。

## 私生活
シェレンバックはニューヨークの理数系の高校であるスタイヴィサント高校に通った。 ブリーダーズのベーシストであるジョゼフィン・ウィッグズと恋愛関係にあった。交際中、2人はアメリカで発行された全国的なLGBT雑誌「The Advocate」の記事で取り上げられた。2人は短命バンド「Ladies Who Lunch」を結成し、ウィッグズがレコーディングと共同プロデュースを行ったルシャス・ジャクソンのサイドプロジェクト「Kostars」ではシェレンバックがドラムを演奏している。